# Formazione di Mercurio
Si ritiene che Mercurio, come gli altri corpi rocciosi del sistema solare interno, si sia formato per accrezione del materiale sospeso nel disco protoplanetario che ha dato origine, circa 5 miliardi di anni fa, al sistema solare.
Un dato interessante relativo alla struttura interna di Mercurio è la sua densità media particolarmente elevata; per questo motivo si ritiene comunemente che il suo contenuto di metalli sia maggiore rispetto a quello previsto per un pianeta delle sue dimensioni. Lo scenario più probabile prevede che un protopianeta di dimensioni maggiori rispetto a quelle dell'attuale Mercurio abbia subito, circa 4,5 miliardi di anni fa, l'impatto di un asteroide gigante, che ha eiettato gran parte delle rocce superficiali nello spazio.
Recenti simulazioni (2006) effettuate dal prof. Jonti Horner dell'Università di Berna hanno portato numerose prove a sostegno della teoria dell'impatto catastrofico; un simile evento sarebbe effettivamente in grado di dare luogo alla formazione di un corpo roccioso simile all'odierno Mercurio, proiettando una grande quantità di detriti verso il Sole, verso gli altri pianeti interni o in direzione dello spazio interstellare. È stato calcolato che almeno il 50% del materiale eiettato sarebbe ricaduto sul pianeta entro i primi 4 milioni di anni a partire dall'impatto; in un simile lasso di tempo, tuttavia, l'azione del vento solare è stato in grado di allontanare una quantità significativa di detriti, portando all'attuale composizione chimica del pianeta.
Si stima che circa 1,65×1019 kg di materiale proveniente da Mercurio abbiano raggiunto, nei milioni di anni successivi all'impatto, la superficie terrestre.